# Vonda Phelps
Avonda Maude Phelps (19 de abril de 1915-2 de septiembre de 2004), conocida como Vonda Phelps, fue una actriz de teatro infantil, actriz de vodevil y bailarina estadounidense de la década de 1920. Apareció en cuatro producciones de cine mudo en 1922 y 1923.

## Biografía
Phelps nació el 19 de abril de 1915 en Shreveport, Luisiana, hija de Rinaldo Abel Phelps (1872-1951) y Lillian Maude Tiffin (1891-1983).
En mayo de 1924, Phelps participó en Good Fairy, una obra de fantasía en dos actos, en el Philharmonic Auditorium de Los Ángeles, California, donde actuó junto a casi otros veinte niños. Phelps actuó como bailarina en el programa de Navidad del Cosmos Club el diciembre siguiente. Su presentación destacó por una interpretación de Pierrotte Phantasy. La danza era una creación suya y demostraba su personalidad única. Phelps ofreció una interpretación similar de la danza en el Ambassador Theater de Los Ángeles. Su actuación formó parte de un concierto ofrecido por The Children's Opera en junio de 1926.
Phelps apareció en cuatro películas a principios de la década de 1920: en The Man Who Waited (1922), como "June", un bebé, y en The Jungle Goddess (1922) como "Betty", una niña, Strange Idols, como una niña de siete años y Slippery McGee.
Su fama como intérprete juvenil no perduró. En 1928 celebró un almuerzo de cumpleaños en el Elite del Hollywood Boulevard de Los Ángeles. Los invitados fueron agasajados en una mesa repleta de un centro de guisantes de olor en tonos pastel. Más tarde, los festejados acudieron al Grauman's Chinese Theatre. Entre los asistentes al cumpleaños de Phelps se encontraba Virginia Marshall, otra estrella del cine mudo. En 1935 pasó doce semanas bailando en México en el Paris Inn Cafe. El 7 de diciembre de 1940 se casó en Alameda, California, con Gerald Russell Hunsaker (1919-1997).
Murió en Los Ángeles, California, el 2 de septiembre de 2004, a la edad de 89 años.

## Lectura adicional
- Los Angeles Times, Stars Tomorrow? 1 de abril de 1925, Página C4.
- Los Angeles Times, Talented Child At Benefit Dance, 4 de junio de 1925, Página 20.